# Abeille Villard-Gallay
Pour les articles homonymes, voir Gallay.
Abeille Villard-Gallay, née Abeille Jacqueline Villard le 9 septembre 1879 à Paris et morte le 8 février 1951 dans la même ville, est une joueuse de tennis française du début du XXe siècle.

## Biographie
Fille de l'ingénieur Théodore Villard et petite-fille du ministre Jacques Alexandre Bixio, elle est la sœur de la comtesse de Kermel (championne de France en 1907) et de Marguerite Villard, épouse du général Jean-Léonard Koechlin-Schwartz. Elle épouse en 1901 l'officier Robert Gallay (vice-président de la Fédération internationale de tennis) et est la mère des joueuses de tennis Violette (1902-1990) et de Jacqueline Gallay (1905-1999).
Elle est finaliste du championnat de France en 1909, face à Jeanne Matthey.

## Palmarès

### Finale en simple dames
| No | Date       | Nom et lieu du tournoi          | Catégorie | Surface      | Vainqueure     | Score     |          |
| -- | ---------- | ------------------------------- | --------- | ------------ | -------------- | --------- | -------- |
| 1  | ??-05-1909 | Championnat de France, Bordeaux |           | Terre (ext.) | Jeanne Matthey | 10-8, 6-4 | Parcours |